# Zita Seabra
Zita Maria de Seabra Roseiro (* 25. Mai 1949 in Coimbra) ist eine portugiesische Politikerin.

## Leben
Zita Seabra trat 1966 der Partido Comunista Português (PCP) bei. Sie war vor und nach der Nelkenrevolution 1974 Mitglied des Kommunistischen Studentenverbandes UEC (portugiesisch: União dos Estudantes Comunistas). Sie wurde zwischen 1980 und 1987 für Lissabon und Aveiro in das portugiesische Parlament Assembleia da República gewählt. Beim 10. Kongress der Partei 1983 wurde sie in die Politische Kommission des PCP gewählt. 1982 war sie für die Darstellung der Gesetzgebung über Abtreibung im Parlament verantwortlich, außerdem wurde sie von der PCP beauftragt, die Ökologische Partei „Die Grünen“ (PEV (portugiesisch: Partido Ecologista „OS Verdes“)) zu gründen.
Sie verließ die PCP vor dem Fall der kommunistischen Regime und ist die bekannteste Dissidentin der Partei. 1988 wurde sie aus der Politischen Kommission und dem Zentralkomitee der Partei ausgeschlossen. Noch im selben Jahr veröffentlichte sie das Buch The Name of Things: reflexion in times of change mit sieben Auflagen bis zum Jahr 1989. 1989 berichtete  sie für die Zeitung Expresso über die ersten freien Wahlen in der Sowjetunion.
Zita Seabra trat der Partido Social Democrata bei und wurde 2005 für Coimbra ins Parlament gewählt. Sie ist auch als Herausgeber und Verleger tätig und gründete den Verlag Alêtheia Editores.

## Bücher
- 1988: The Name of Things: reflexion in times of change (O nome das coisas)
- 2007: Foi Assim